# سالم الهاجري
سالم الهاجري (مواليد 10 أبريل 1996) هو لاعب كرة قدم قطري يلعب مع نادي السد في دوري نجوم قطر و‌منتخب قطر لكرة القدم في مركز الوسط.

## مسيرة اللاعب
لعب في نادي السد وأعير إلى نادي الوكرة ونادي الشمال.

## روابط خارجية
- سالم الهاجري على موقع الاتحاد الأوربي (الإنجليزية)
- سالم الهاجري على موقع قاعدة بيانات كرة القدم.إي يو (الإنجليزية)
- سالم الهاجري على موقع ناشيونال فوتبول تيمز (الإنجليزية)
- سالم الهاجري على موقع Soccerway.com (الإنجليزية)
- سالم الهاجري على موقع عالم كرة القدم.نت (الإنجليزية)